# فهرست حوادث کشتی مهاجران در مدیترانه
فهرست حوادث کشتی مهاجران در مدیترانه (انگلیسی: List of migrant vessel incidents on the Mediterranean Sea) فهرستی از واژگونی یا غرق شدن کشتی‌های مهاجر در دریای مدیترانه است. حوادث آن بخشی از بحران مهاجران اروپایی به‌شمار می‌رود.

مرگ و میر پناهندگان و مهاجران در دریای مدیترانه، ۲۰۱۶–۲۰۱۱. منبع: UNHCR. در سال‌های بعد، مرگ و میر: ۳۱۳۹(۲۰۱۷)، ۲۲۷۰(۲۰۱۸)، ۱۳۳۵(۲۰۱۹)، ۱۱۴۹(۲۰۲۰).

| مرگ و میر مهاجران مدیترانه ای طی سه‌ماهه در هر ۱۰۰۰ ورودی | مرگ و میر مهاجران مدیترانه ای طی سه‌ماهه در هر ۱۰۰۰ ورودی | مرگ و میر مهاجران مدیترانه ای طی سه‌ماهه در هر ۱۰۰۰ ورودی |
| -------------------------------------------------------- | -------------------------------------------------------- | -------------------------------------------------------- |
| Q1 ۲۰۱۵                                                  | ۴۶٫۵                                                     |                                                          |
| Q4 ۲۰۱۴                                                  | ۷٫۸                                                      |                                                          |
| Q3 ۲۰۱۴                                                  | ۳۰٫۶                                                     |                                                          |
| Q2 ۲۰۱۴                                                  | ۱۳٫۲                                                     |                                                          |
| Q1 ۲۰۱۴                                                  | ۴٫۲                                                      |                                                          |

## قبل از ۲۰۱۵
| تاریخ             | موقعیت   | مسافران  | مرگ تأیید شده | مفقود    | بازمانده‌ها |
| ----------------- | -------- | -------- | ------------- | -------- | ---------- |
| ۲۱ مه ۲۰۰۷        | مالت     | ۵۳       | ۰             | ۵۳       | ۰          |
| ۲۷ مارس ۲۰۰۹      | لیبی     | cca. ۲۵۰ | ۹۸            | cca. ۱۳۱ | ۲۱         |
| مارس / آوریل ۲۰۰۹ | لیبی     | cca. ۲۵۰ | ۰             | cca. ۲۵۰ | ۰          |
| مارس /آوریل ۲۰۰۹  | لیبی     | cca. 250 | ۰             | cca. 250 | ۰          |
| ۶ آوریل ۲۰۱۱      | لامپدوسا | cca. 300 | ۲۰            | ۱۳۰+     | ۵۱         |
| ۳ اکتبر ۲۰۱۳      | لامپدوسا | ۵۰۰+     | ۳۵۹           | ۳۰+      | ۱۵۵        |
| ۱۱ اکتبر ۲۰۱۳     | لامپدوسا | ۲۰۰+     | ۳۴            | ۲۰+      | ۱۴۷        |
| ۱۱ سپتامبر ۲۰۱۴   | مالت     | ۵۰۰+     | ۰             | ۵۰۰+     | ۹          |
| ۱۵سپتامبر۲۰۱۴     | لیبی     | cca. 250 | ۰             | cca. 250 | ۳۶         |

## ۲۰۱۵
| تاریخ        | موقعیت          | مسافران         | مرگ تاییدشده | مفقود   | بازمانده‌ها |
| ------------ | --------------- | --------------- | ------------ | ------- | ---------- |
| 13 April     | off لیبی        | cca. 550        | ۹            | ۴۰۰+    | ۱۴۴–۱۵۰    |
| ۱۹ آوریل     | off لیبی        | cca. 850        | ۲۴           | ۸۰۰+    | ۲۸         |
| ۲۰ آوریل     | off رودز        | ۹۶              | ۳            | ۰       | ۹۳         |
| 3 May        | off لیبی        | ۳۵۰۰ (چند کشتی) | ۱۰+          | ?       | ?          |
| ۵ مه         | off کاتانیا     | نامعلوم         | ۵            | ۴۰+     | ۱۹۷        |
| ۵ مه         | off کروتون      | ۲۵۰+            | ۳            | نامعلوم | ۲۵۰        |
| ۲۹ مه        | off لامپدوسا    | ۲۳۴+            | ۱۷           | نامعلوم | ۲۱۷        |
| ۲۳ ژوئیه     | off لیبی        | ۳۰۰+            | ۴۰+          | ۴۰+     | ۲۸۳        |
| ۲۷ ژوئیه     | off لیبی        | ۵۲۲             | ۱۳           | ?       | ?          |
| ۱ اوت        | off لیبی        | ۷۸۰             | ۵            | ?       | ?          |
| ۵ اوت        | off لیبی        | ۳۷۰             | ۲۶           | ۲۰۰     | ?          |
| ۱۱ اوت       | off لیبی        | ۱۲۰             | ۵۰           | ۵۰+     | ?          |
| 15 August    | off لیبی        | cca. 400        | ۴۹           | ۰       | cca. 350   |
| 18 August    | off ترکیه       | نامعلوم         | ۶            | نامعلوم | ۰          |
| ۲۵ اوت       | off لیبی        | cca. 450        | ۵۰           | ۰       | cca. 400   |
| ۲۷ اوت       | off لیبی        | ?               | ۱۶۰          | ۲۰۰+    | ?          |
| ۳۰ اوت       | off لیبی        | ?               | ۷            | ?       | ?          |
| ۱ سپتامبر    | off کاس         | ?               | ۱۱           | ?       | ?          |
| ۶ سپتامبر    | off لامپدوسا    | ?               | ۲۰           | ?       | ?          |
| ۱۳ سپتامبر   | off فارماکونیسی | ۱۱۲             | ۳۴           | ?       | ?          |
| ۱۵ سپتامبر   | off ترکیه       | ۲۵۰             | ۲۲           | ?       | ?          |
| 30 September | off لسبوس       | ?               | ۲            | ۱۱ ?    | ۴۵         |

تعداد مرگ و میر گزارش شده مهاجرانی که از دریای مدیترانه به ایتالیا می‌رفتند، در آوریل ۲۰۱۵ افزایش یافت. حوادث مختلفی باعث مرگ بیش از ۱۰۰۰ نفر گردید و به یک عملیات نجات منجر شد.

## ۲۰۱۷

### خلاصه ۲۰۱۷
بر اساس گزارش کمیساریای عالی سازمان ملل متحد برای پناهندگان، مرگ و میر و مفقود شدن سالانه در سال ۲۰۱۷ به ۳۱۳۹ نفر رسید.

## ۲۰۱۸

### خلاصه ۲۰۱۸
بر اساس گزارش کمیساریای عالی سازمان ملل متحد برای پناهندگان، مرگ و میر و مفقود شدن سالانه در سال ۲۰۱۸ به ۲۲۷۰ نفر رسیده‌است.

## ۲۰۱۹

### خلاصه ۲۰۱۹
بر اساس گزارش کمیساریای عالی سازمان ملل متحد برای پناهندگان، مرگ و میر و مفقود شدن سالانه در سال ۲۰۱۹ به ۱۳۳۵ نفر رسید.

## ۲۰۲۰

### خلاصه ۲۰۲۰
بر اساس گزارش کمیساریای عالی سازمان ملل متحد برای پناهندگان، تعداد مرگ و میر و ناپدید شدن در سال ۲۰۲۰به ۱۴۰۱ نفر رسیده‌است.

## ۲۰۲۱

### خلاصه ۲۰۲۱
بر اساس گزارش کمیساریای عالی پناهندگان سازمان ملل متحد (UNHCR) تا اوایل ماه دسامبر، مرگ و میر و مفقود شدن در سال ۲۰۲۱، ۱۵۸۹ نفر برآورد شده‌است.